# Время пик
«Время пик» — первый альбом советского ВИА «Пламя» 1982 года. Первая сторона альбома содержит популярные песни из репертуара ансамбля, а вторая сторона — некоторые песни из поэтической рок-композиции «Кинематограф».
До этого у Пламени выходили только EP (миньоны).
Альбом вышел в формате LP.
Альбом открывается песней «Снег кружится» - визитной карточкой ансамбля. Первая сторона диска сделана в традиционном для ансамбля ключе, хотя присутствуют яркие композиции («Лабиринт», «Сказка»). Композиция «Сказка» отсылает к песне «Олеся» ВИА «Песняры». Вторая сторона звучит необычно, экспериментально, концептуально.
На диске слушателям была представлена уже знакомая «Время Пик» на стихи поэта Юрия Левитанского по пластинке «Гимн Солнцу» группы Стаса Намина. Сергей Березин в отличие от рок-н-рольного варианта сделал свою интересную ритм-энд-блюзовую аранжировку.
На альбом «Время пик» написал положительную рецензию Артемий Троицкий

## Артемий Троицкий об альбоме «Время Пик»
Прослушав новый диск ансамбля «Пламя» «Время „Пик“», приходишь к неожиданному заключению: ансамбль, один из типичнейших носителей устаревшей ВИА-традиции, звучит на пластинке не менее, а местами даже более современно, чем «прогрессивный» рок «Круиза». Конечно, дело не только в пагубном пристрастии к «тяжелому» звучанию почти всех наших профессиональных групп; сами ВИА в последние год-два совершили заметную эволюцию, пытаясь отказаться от шаблонов прошлого десятилетия. Вторая сторона альбома «Пламени» в этом отношении особенно показательна. Это песенная сюита, чуть ли не в духе «Обратной стороны Луны». Мотоциклетный мотор и прочие урбанистические шумы вводят слушателя в песню «Монолог», исполненную в хард- роковой манере. После интермеццо на пишущей машинке- «Квадратный человек» на загадочные стихи Ю. Левитанского. Смысл песни остался неясен, хотя образы впечатляют (… как поздний вестовой по гулкой мостовой- квадратный человек с квадратной головой"…). Песня не без фантазии аранжирована (многослойная электроника- электрофоно, стрингс, синтезатор) и интересно спета. Это самый «экспериментальный» эпизод альбома, и, на мой взгляд, он удался. «Квадратный человек» немного озадачивает и интригует, зато следующий номер дает возможность отвлечься. «А мне говорят, нет такой любви»- очаровательная песенка в стиле «соул» с привкусом южноамериканской босса-новы. Лирический порыв опять сменяется шумами повседневности, это третья песня Сергея Березина, художественного руководителя «Пламени» на стихи Ю. Левитанского-"Время «пик». Это целая ритм-энд-блюзовая мистерия. Дав вкусить слушателю ужасов спешки и нехватки времени («…под этим небом грозовым, как на бомбе с механизмом часовым…»), его отправляют искать утешения в музыке Вивальди… Очень симпатично само стремление ансамбля к программности, желание выйти за рамки одномерности развлекательного жанра. Надо надеяться, что за этим шагом, условно говоря, поисковым, последует и другой- открытие свежего звучания, своего творческого почерка. Альбом"Время «пик» не лишен серьезных недостатков, и все же есть все основания утверждать, что ансамбль «Пламя» выходит на новые рубежи.
— Артемий Троицкий

## Список композиций
Сторона 1
1. Снег кружится (С. Березин/Л. Козлова) — солист Ю. Петерсон 4:10
2. Лабиринт (А. Зацепин/В. Асмолов) — солист В. Аникиенко 4:20
3. Сказка (Ю. Петерсон/В. Шлёнский) — солист Ю. Петерсон 3:48
4. Колосок золотой (В. Шаинский/И. Шаферан) — солист В. Дьяконов 3:54
5. Когда мы любим (В. Мигуля/М. Танич) — солист В. Малежик 4:10

Сторона 2
1. Монолог (С. Березин/Ю. Левитанский) — солист В.Белянин
2. Квадратный человек (С. Березин/Ю. Левитанский) — солисты Ю. Петерсон, В. Малежик, В. Белянин
3. А мне говорят, нет такой любви (И. Шачнева/В. Тушнова) — солистка И. Шачнева
4. Время «пик» (С. Березин/Ю. Левитанский) — солист В. Малежик
5. Под музыку Вивальди (В. Берковский/С. Никитин/А. Величанский) — солисты И. Шачнева и В. Малежик

## Выходные данные
- Звукорежиссёр: А. Штильман
- Редактор: В. Рыжиков
- Апрелевский ордена Ленина завод грампластинок